# 曼徹斯特自由車館
曼徹斯特自由車館為國家自由車中心的一部分，是一個位於英格蘭曼徹斯特的室內環型自由車賽道和自由車館。它在1994年9月啟用，在為了舉辦2012年倫敦奧運興建的倫敦室內自行車館完成前，18年來仍然是英國唯一的奧運室內標準賽道。

## 外部連結
- 官方網站 （页面存档备份，存于）